# Corribert
Corribert ist eine französische Gemeinde mit 64 Einwohnern (Stand 1. Januar 2022) im Département Marne in der Region Grand Est. Sie gehört zum Kanton Dormans-Paysages de Champagne und zum Arrondissement Épernay. 

## Geografie
Die Gemeinde Corribert liegt am oberen Surmelin, etwa 20 Kilometer südwestlich von Épernay. Sie ist umgeben von folgenden Nachbargemeinden:
| Suizy-le-Franc          | Mareuil-en-Brie                             | Le Baizil     |
| Orbais-l’Abbaye         | Kompassrose, die auf Nachbargemeinden zeigt |               |
| La Chapelle-sous-Orbais | La Caure                                    | Montmort-Lucy |

## Bevölkerungsentwicklung
| Jahr                       | 1962 | 1968 | 1975 | 1982 | 1990 | 1999 | 2008 | 2018 |
| -------------------------- | ---- | ---- | ---- | ---- | ---- | ---- | ---- | ---- |
| Einwohner                  | 63   | 39   | 54   | 56   | 46   | 50   | 54   | 61   |
| Quellen: Cassini und INSEE |      |      |      |      |      |      |      |      |

## Sehenswürdigkeiten

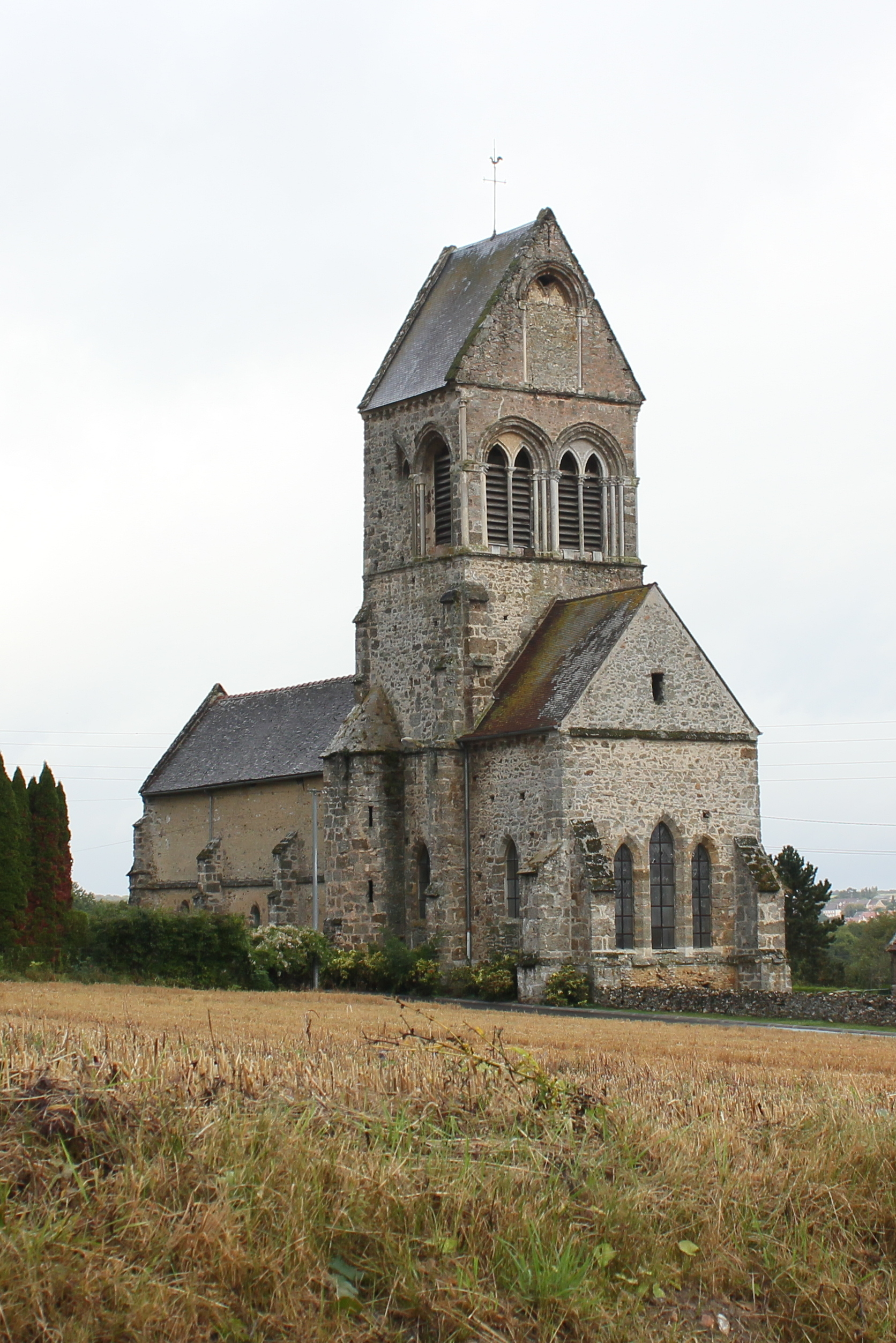
Kirche Notre-Dame, Monument historique seit 1979

- Kirche Notre-Dame
- zwei Lavoirs